# 奥尔托韦罗
奥尔托韦罗（義大利語：Ortovero），是意大利萨沃纳省的一个市镇。总面积9.83平方公里，人口1545人，人口密度157.2人/平方公里（2009年）。ISTAT代码为009045。